# The Crisis (magazine)
Pour les articles homonymes, voir The Crisis.
The Crisis est un magazine politique américain fondé en 1910 par W. E. B. Du Bois, devenu l'organe de liaison officiel de la National Association for the Advancement of Colored People (NAACP), une organisation qui se bat contre les discriminations envers les minorités aux États-Unis. Il est le plus ancien magazine au monde sur ce sujet.

## Histoire du support

### L'ère Du Bois (1910-1933)
The Crisis, sous-titré durant les premières années, « a record of the darker races », a été fondé par W. E. B. Du Bois, entouré d'un comité éditorial composé d'Oswald Garrison Villard, Jesse Max Barber (en), Charles Edward Russell (en), Kelly Miller (scientist) (en), W. S. Braithwaite, et M. D. Maclean, formant un mélange de Blancs et de Noirs, issus de milieux appartenant à la bourgeoisie new-yorkaise. Le titre provient d'un poème de James Russell Lowell intitulé The Present Crisis. Dans son premier éditorial, Du Bois écrit, cinquante ans avant Martin Luther King :
« The object of this publication is to set forth those facts and arguments which show the danger of race prejudice, particularly as manifested today toward colored people. It takes its name from the fact that the editors believe that this is a critical time in the history of the advancement of men.…Finally, its editorial page will stand for the rights of men, irrespective of color or race, for the highest ideals of American democracy, and for reasonable but earnest and persistent attempts to gain these rights and realize these ideals. »
Mensuel vendu dans un premier temps 10 cents, ce magazine fut hébergé dans les bureaux du New York Evening Post à Manhattan : en effet, Oswald Garrison Villard, fondateur de la NAACP, était le fils du propriétaire de ce journal traditionnellement abolitionniste et égalitariste, et, à cette époque, relativement progressiste, voire ouvert aux « idées de gauche ».
Diffusé au départ à 1 000 exemplaires, l'impact de The Crisis est sensible dès son lancement auprès des universitaires et des artistes de la Cote Est ; il fut l'un des promoteurs de la Renaissance de Harlem. En 1912, le magazine en appela à ses lecteurs pour organiser une levée de fonds afin de faire une donation aux universités susceptibles d'ouvrir leurs rangs à des étudiants noirs.
En 1917, le leader socialiste noir Hubert Harrison fonde The Voice, un périodique beaucoup plus radical que The Crisis et organe principal du New Negro Movement, qui influencera Alain Locke.
Dans les années 1920, The Crisis atteignit jusqu'à 100 000 exemplaires. Commentant l'actualité, le magazine publia également des poèmes et des essais sur la culture et l'histoire. C'est entre 1919 et 1926 que Jessie Redmon Fauset, nommé responsable de la partie littéraire, publia les œuvres d'Arna Bontemps, Langston Hughes, Countee Cullen et Jean Toomer.

### Après Du Bois
Parce qu'il défendait une forme de séparatisme radicale entre communautés blanches et noires, Du Bois rompt avec la NAACP et démissionne en 1934 ; il est remplacé par Roy Wilkins qui restera en poste jusqu'en 1949 : ce dernier revient à un militantisme défendant l’égalitarisme par l'intégration. Du fait principalement de la Grande Dépression, l'influence du magazine décline, tombant à moins de 10 000 abonnés.
Considérant ce magazine comme le symbole d'une véritable révolution culturelle, George Schuyler qui y fut rédacteur devient un temps administrateur, et c'est lui qui, durant les années 1930, permet au support de rester viable : de fait, une quinzaine de personnes se succèderont au poste de rédacteur en chef après 1934.
James W. Ivy (en) (1901-1974) succède à Wilkins en 1949 jusqu'en 1966. 
Par la suite, la rédaction en chef est successivement occupée par Henry Lee Moon, Warren Marr II, Chester Arthur Higgins Sr. (1917–2000), Maybelle Ward, Fred Beauford, Garland Thompson, Denise Crittendon, Gentry Trotter, Paul Ruffins, Ida E. Lewis, Phil Petrie, et Victoria Valentine.
De 1997 à 2003, le titre devient The New Crisis: The Magazine of Opportunities and Ideas, avant de reprendre son titre originel.
De 2007 à 2019, le rédacteur en chef est Jabari Asim (en), qui a remplacé Roger Wilkins (en). Par la suite, Lottie L. Joiner occupe ce poste jusqu'en septembre 2022. 
The Crisis reste le symbole de l'émergence des « Africana studies (en) », ayant dès ses débuts posé les conditions du débat et les principaux enjeux regardant les Afro-Américains et la diaspora africaine. 

Quelques couvertures et pages intérieures
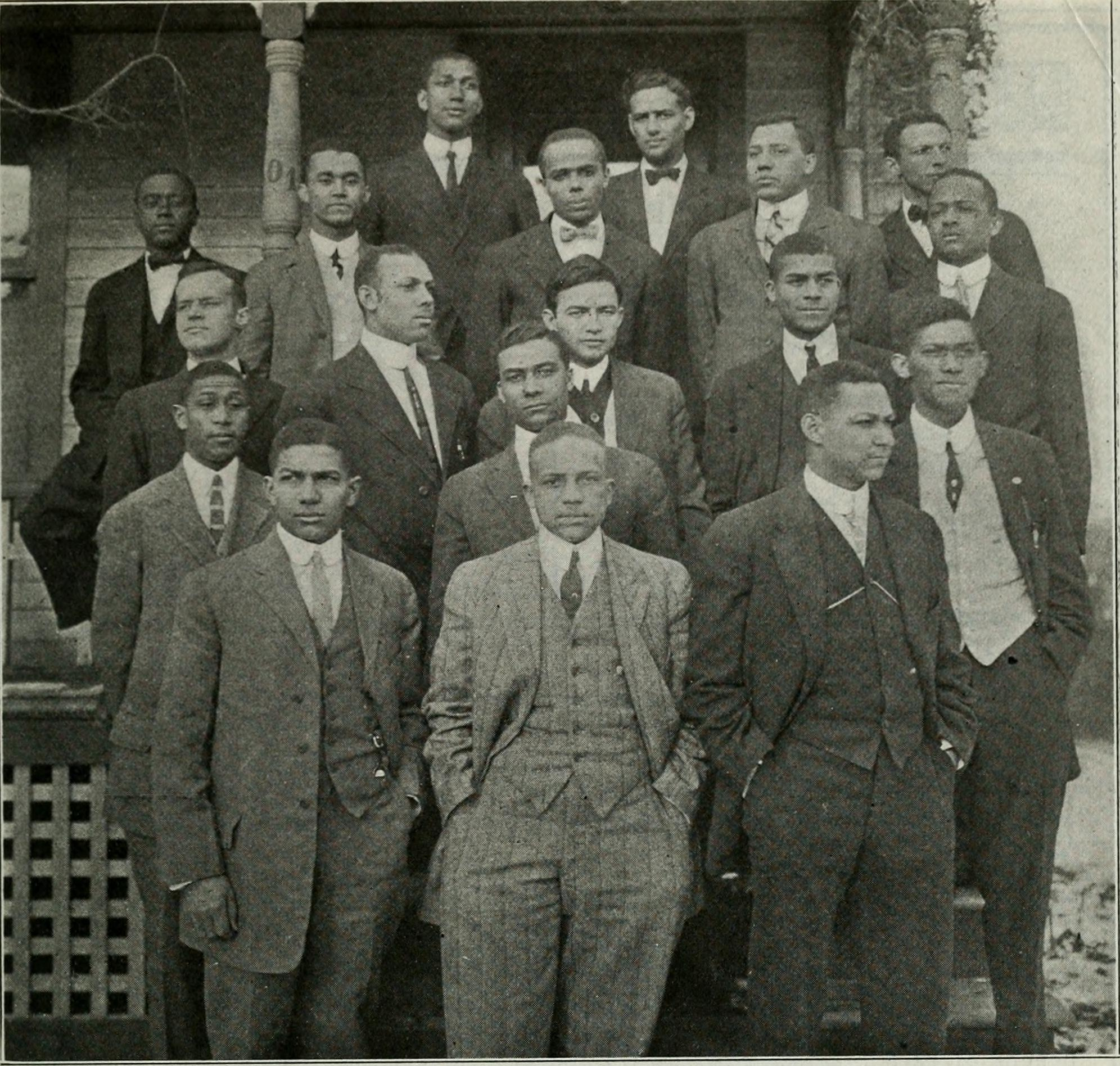
Représentants de la 4e Convention nationale inter-universitaire (1910).
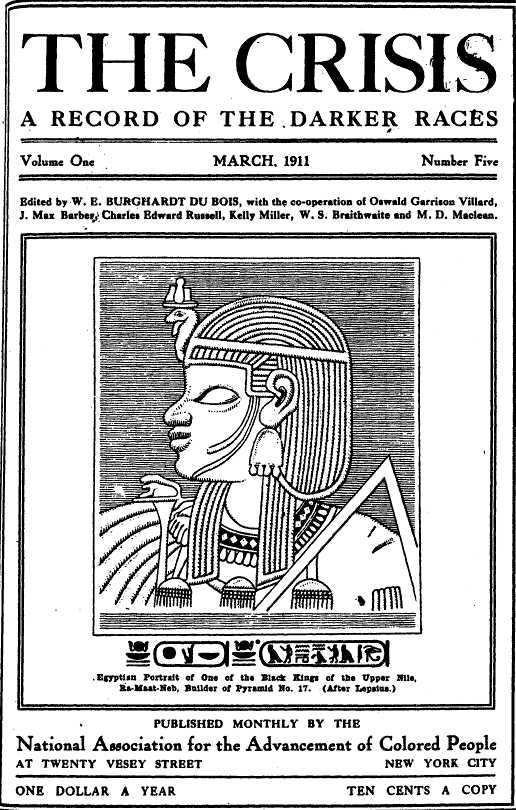
Une de mars 1911 avec en illustration un « pharaon noir ».
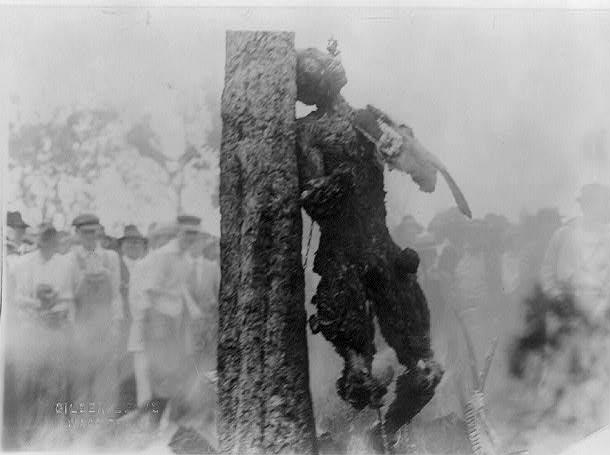
Photographie du lynchage de Jesse Washington dans le numéro de juin 1916.
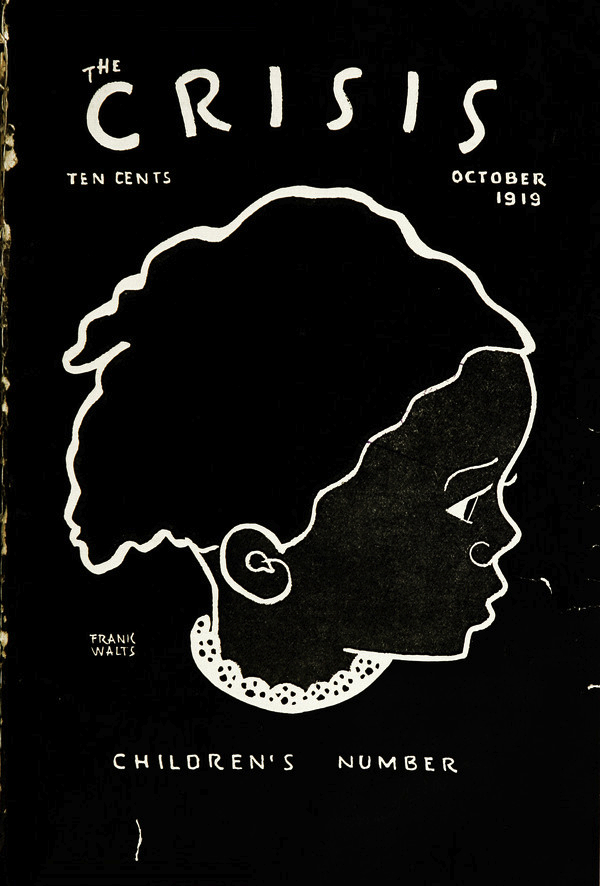
« Children's number » : une d'octobre 1919 signée Frank Walts.